# Amelie Plaas-Link

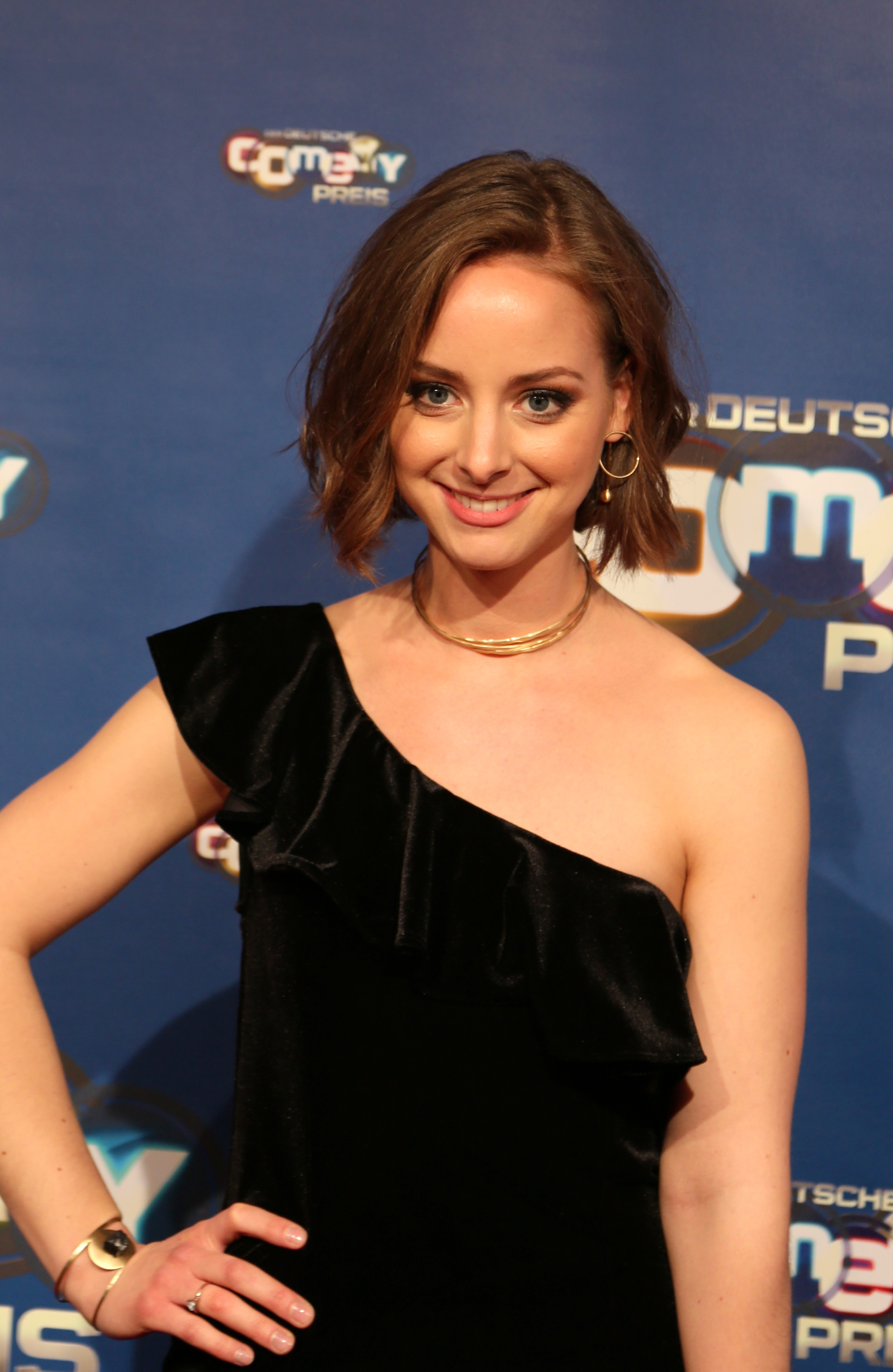
Amelie Plaas-Link (2017)

Amelie Plaas-Link (* 20. Juli 1989 in Dortmund) ist eine deutsche Schauspielerin und Synchronsprecherin.

## Leben
Im Jahr 2008 absolvierte Plaas-Link ihr Abitur in Korntal-Münchingen, nachdem sie zuvor in Hannover, Schmallenberg (Sauerland) und São Paulo (Brasilien) gelebt hatte. Während der gesamten Schulzeit spielte und sang sie Haupt- und Ensemblerollen in Schultheatergruppen und Kindermusicals.
Nach dem Abitur absolvierte sie mehrere Praktika am Theater, darunter am Alten Schauspielhaus in Stuttgart, und nahm privaten Schauspielunterricht. Parallel begann sie Filmerfahrung in Kurzfilmen und Imagefilmen zu sammeln und tanzte am Theaterhaus Stuttgart bei der Rockoper Der Fliegende Holländer. Im Sommer 2009 bekam sie in der Produktion Frühlings Erwachen des ZDF-Theaterkanals ihre erste Fernsehrolle und stand unter anderem neben Wilson Gonzalez Ochsenknecht und Justus von Dohnányi unter der Regie von Nuran David Calis vor der Kamera.
Seit dem Sommer 2010 wohnt Amelie Plaas-Link in Berlin. Von Oktober 2010 bis September 2011 war sie im Hauptcast der Sat.1-Serie Hand aufs Herz als „Lara Vogel“ zu sehen. Danach spielte sie u. a. eine Episodenhauptrolle bei Letzte Spur Berlin und war 2013 auch das erste Mal im Kino in einer Nebenrolle in David Wnendts Romanverfilmung Feuchtgebiete zu sehen. Seit 2012 spricht Plaas-Link regelmäßig Synchron für verschiedenste Kino- und TV-Produktionen. Außerdem stand sie 2013 mit Jasna Fritzi Bauer und Heike Makatsch für den Kinospielfilm About a Girl vor der Kamera oder spielte im Stasi-Drama Zwischen den Zeiten neben Sophie von Kessel und Benjamin Sadler. 2014 übernahm sie eine Episodenhauptrolle in der internationalen Krimi-Serie The Team und zusammen mit Alexander Schubert eine der beiden Hauptrollen in der ZDF-Sitcom … und dann noch Paula. 2015 und 2016 war sie in der Rolle der Jean Fordham neben Annette Frier, Ursula Karusseit und Friederike Kempter im Stück Eine Familie – August Osage County im Theater am Kurfürstendamm zu sehen. 2017 startete die Serie Nicht tot zu kriegen auf RTL, in der Amelie Plaas-Link als „Nina“ eine der Hauptrollen neben Jochen Busse und Caroline Frier spielt. In den Folgen 113–128 (2022) war sie in der ARD-Vorabendserie Morden im Norden als Polizeiobermeisterin Ida Müller-Dogan zu sehen.

## Filmografie
- 2009: Frühlings Erwachen
- 2010–2011: Hand aufs Herz (Fernsehserie)
- 2012: Heiter bis tödlich: Alles Klara (Fernsehserie, Folge Tod einer Hexe)
- 2012: Die letzte Spur (Fernsehserie, Folge Reifeprüfung)
- 2013: Feuchtgebiete
- 2014: SOKO Leipzig (Fernsehserie, Folge Das gläserne Opfer)
- 2014: About a Girl
- 2014: Zwischen den Zeiten
- 2015: Wie Männer über Frauen reden
- 2015: The Team (Fernsehserie, 2 Folgen)
- 2015: … und dann noch Paula (Fernsehserie, 6 Folgen)
- 2015: Süßer September
- 2016: Der Lehrer (Fernsehserie, 3 Folgen)
- 2016: Notruf Hafenkante (Fernsehserie, Folge Schütteltrauma)
- 2016: Smaragdgrün
- 2017: Nord Nord Mord – Clüver und die wilde Nacht (Fernsehreihe)
- 2017: Einstein (Fernsehserie, Folge ABC)
- 2017: Die Rosenheim-Cops (Fernsehserie, Folge Wenn der Tod beim Postmann klingelt)
- 2017: Nicht tot zu kriegen (Fernsehserie, 8 Folgen)
- 2017: Das doppelte Lottchen
- 2017: Jella jagt das Glück
- 2017: Berlin Falling
- 2017: Die Kanzlei (Fernsehserie, Folge Neustart)
- 2017: In aller Freundschaft (Fernsehserie, Folge Fallstricke des Lebens)
- 2017: Rübezahls Schatz
- 2018: SOKO Stuttgart (Fernsehserie, Folge Tödliche Sicherheit)
- 2018: Ein starkes Team – Tod einer Studentin
- 2018: Scheidung für Anfänger
- 2019: Zimmer mit Stall – Tierisch gute Ferien
- 2020: Kreuzfahrt ins Glück – Hochzeitsreise nach Menorca
- 2020: In aller Freundschaft – Die jungen Ärzte (Fernsehserie, Folge Gefühlssache)
- 2020: Hello Again – Ein Tag für immer
- 2020: WaPo Bodensee (Fernsehserie, Folge Schande)
- 2020: Wilsberg (Fernsehserie, Folge Alles Lüge)
- 2021: SOKO Potsdam (Fernsehserie, Folge Bittersüßer Tod)
- 2022: Morden im Norden (Fernsehserie)
- 2023: Käthe und ich: Freundinnen für immer
- 2023: SOKO Köln (Fernsehserie, Folge Die Milchkönigin von Appelrath)

## Theater
- 1997–2008: Kinder- und Jugendtheater
- 2008: Der Fliegende Holländer
- 2015: Eine Familie – August: Osage County, Theater am Kurfürstendamm

## Synchronisation (Auswahl)

### Filme
- 2012: Marie Trintignant als Mona in Série noire
- 2014: Lily-Rose Depp als Angestellte #2 in Tusk
- 2015: Brittany Ross als Po Massage Girl in Smosh: The Movie
- 2015: Roxane Duran als Mathilde in Verstehen Sie die Béliers?
- 2017: Ciara Bravo als Tracey in To the Bone
- 2019: Katie Sarife als Daniela Rios in Annabelle 3
- 2020: Eliza Scanlen als Lenora Laferty in The Devil All the Time
- 2021: Evelyn Claire als Ava Rhoades in Pleasure
- 2024: Margaret Qualley als Sue in The Substance

### Serien
- 2012: Katrina Bowden als Holly in New Girl
- 2012–2013: Stephanie Fantauzzi als Estefania in Shameless
- 2012–2013: Luciana Carro als Crazy Lee in Falling Skies
- 2013: Jeananne Goossen als Teresa in Suits
- 2013: Nicole McCullough als Sally Marcinko in Grimm
- 2015–2019: Carlson Young als Brooke Maddox in Scream
- 2016: Hiroko Taguchi als Sora Kasugano in Yosuga no Sora
- 2016–2019: Katherine McNamara als Clary Fray in Shadowhunters
- 2016–2019: Sharon Van Etten als Rachel DeGrasso in The OA
- 2017: Sammi Hanratty als Violet Fell in Vampire Diaries
- 2017–2021: Dominique Provost-Chalkley als Waverly Earp in Wynonna Earp
- 2018: Der Prinz der Drachen als Rayla die Mondschatten-Elfe
- 2019: Kaguya-sama: Love is War als Kaguya Shinomiya
- 2020–2022: Bebe Wood als Lake Meriwether in Love, Victor
- 2021: Sadie Soverall als Beatrix in Fate: The Winx Saga
- 2021: Sammi Hanratty als Misty Quigley in Yellowjackets (Fernsehserie)
- 2021: Jeon Yeo-bin als Cha Young in Vincenzo (Fernsehserie)
- 2023–2024: Atsumi Tanezaki als Lily in Nier: Automata Ver1.1a